# Kreator
Kreator er et thrash metal-band der blev dannet i 1982 i Essen, Tyskland under navnet Tormentor. Bandet startede med at spille musik der havde indflydelse fra Venom. Deres musikstil ligner meget Destruction og Sodom som begge er to andre store tyske thrash metal-bands. Alle tre bands bliver tit nævnt som bidragere til skabelsen af dødsmetal da deres musik indeholdt få elementer der senere skulle blive til dødsmetal.

## Biografi
Kreator blev dannet under navnet Tyrant i 1982 i Essen. De originale medlemmer af gruppen var vokalist/guitarist Mille Petrozza, trommeslager Jurgen 'Ventor' Reil, og bassist Rob Fioretti. Der gik ikke længe inden de skiftede navn til Tormentor og udgav i 1983 udgav deres første demo ved navn Blitzkrieg. Året efter indspillede bandet deres anden demo End of the World hvorefter de skiftede navn til Kreator og skrev kontrakt med Noise Records i 1985. Efterfølgende indspillede de deres debutalbum Endless Pain på bare ti dage. Utallige black og dødsmetalbands har nævnt albummet som en meget stor indflydelse. Bandet hyrede Sodoms guitarist Michael Wulf til album-turnéen.
Wulf var kun i bandet for nogen få dage og spillede ikke på bandets efterfølgende album Pleasure to Kill til trods for han stod nævnt som guitarist. Jörg "Tritze" Trzebiatowski blev i stedet rekrutteret som guitarist til albummet musikalsk hovedsageligt bestod af klassisk thrash metal.

## Medlemmer

### Nuværende medlemmer
- Miland 'Mille' Petrozza – Guitar, vokal (1982 -)
- Jürgen 'Ventor' Reil – Trommer (1982-1993, 1997-)
- Christian 'Speesy' Giesler – Bas (1994 -)
- Sami Yli-Sirniö – Guitar (2001 -)

### Tidligere medlemmer
- Michael Wulf – Guitar (1986, kun et show)
- Jörg "Tritze" Trzebiatowski – Guitar (1986–1989)
- Frank "Blackfire" Gosdzik – Guitar (1989–1996)
- Tommy Vetterli – Guitar (1996–2001)
- Roberto "Rob" Fioretti – Bas (1982–1992)
- Andreas Herz – Bas (1992–1995)
- Joe Cangelosi – Trommer (1994–1996)

## Diskografi
- Endless Pain (1985)
- Pleasure to Kill (1986)
- Terrible Certainty (1987)
- Extreme Aggression (1989)
- Coma of Souls (1990)
- Renewal (1992)
- Cause for Conflict (1995)
- Outcast (1997)
- Endorama (1999)
- Violent Revolution (2001)
- Enemy of God (2005)
- Hordes of Chaos (2009)
- Phantom Antichrist  (2012)
- Gods of Violence (2017)
- Hate Über Alles (2022)

## Ekstern henvisning
- Officiel hjemmeside